# Calyptopora sinuosa
Calyptopora sinuosa är en nässeldjursart som beskrevs av Stephen D. Cairns 1991. Calyptopora sinuosa ingår i släktet Calyptopora och familjen Stylasteridae. Inga underarter finns listade i Catalogue of Life.